# III. Constantius római császár
Flavius Constantius, általánosan elterjedt néven III. Constantius császár (370 körül – 421. szeptember 2.) nyugatrómai társcsászár Honorius mellett 421-ben haláláig.
Naissusból (ma Nis) érkezett Moesia provinciába. 411-ben katonai parancsnokként (magister militum) segítette Flavius Honorius római császárt, hogy Arelát (ma Arles) városábnál legyőzze a bitorló III. Constantinust. 415-ben Gallia déli területeiről Hispániába űzte a vizigótokat, de később visszahívva letelepítette őket Gallia délnyugati részén. Constantius 417-ben feleségül vette a császár féltestvérét, Galla Placidiá. Honorius 421. február 8-án Constantiust társcsászárává nevezte ki. A keletrómai uralkodó, II. Theudosius már nem erősíthette meg Honorius döntését, még az év folyamán Constantius elhunyt. Fia azonban Honorius után III. Valentinianus néven 30 éven át uralkodhatott.